# 凱文·迪倫
凱文·迪倫（英語：Kevin Dillon，1965年8月19日—）是美國的一位演員。他最著名的作品是在HBO喜劇系列我家也有大明星中飾演Drama角色，並憑藉這一角色三次獲得黃金時段艾美獎提名和一次金球獎提名。他是馬特·迪倫的弟弟。